# قصر لوس بيبرو
قصر لوس بيبرو أو قصر عائلة بيبرو (بالإسبانية: Palacio de los Vivero)‏ هو قصر يقع في بلد الوليد، قبالة دير العائلة المالكة حفاة الأقدام، تم تأسسيه بأمر من ألونسو بيريث دي بيبرو. وقع به الملكان الكاثوليكيان عقد زواجهما عام 1469؛ وفي أوائل القرن السادس عشر، أقام تاج قشتالة بداخل هذا القصر مقر محكمة العدل العليا في بلد الوليد، ومرفقًا بها تأسيس السجن القديم لبلد الوليد. وأصبح الآن القصر مقرًا للمحفوظات والأرشيف التاريخي لمقاطعة بلد الوليد.